# Under solen
|  | Denne artikel er oprettet af botten PalnaBot ud fra en ekstern database. Den kan derfor have sproglige fejl eller mangler. Denne skabelon kan fjernes efter kontrol af indholdet. |

Under solen er en eksperimentalfilm instrueret af Søren Krintel Jensen efter manuskript af Søren Krintel Jensen.

## Handling
Mens en mand sidder alene i sit værelse, kommer fire menneskers situationer frem fra dybet. Er det virkelighed, eller i hans hoved?